# Convalamarina
La convalamarina es un glucósido sólido cristalino extraído de la planta Convallaria majalis